# Bengalenkuckuck
Der Bengalenkuckuck (Centropus bengalensis) ist ein Vogel aus der Gattung der Spornkuckucke (Centropus). Früher wurde die Art als konspezifisch mit dem Tulukuckuck (Centropus toulou) angesehen.
Der Artzusatz bezieht sich auf Bengalen in Indien.

## Merkmale
Das Männchen ist 31, das Weibchen 34 cm groß in der Nominatform. Die Art ist schwarz oft mit blassen Streifen, die Flügel sind blass rotbraun, der Schwanz ist glänzend schwarz mit schmalen weißlichen Spitzen, die Iris rot bis braun, Schnabel und Beine sind schwarz. Im Schlichtkleid ist die Oberseite braun gebändert, die Unterseite hell rotbraun mit grauen Bändern.
Weibchen sind größer, Jungvögel auf der Oberseite dunkelbraun, hell rotbraun gebändert mit Streifen auf dem Kopf, auf der Unterseite hell mit blasser Strichelung, die Schwanzunterseite ist schwarz mit gelbbrauner Bänderung, die Iris ist braun. Die Unterarten unterscheiden sich hauptsächlich durch die Größe.

## Lebensweise

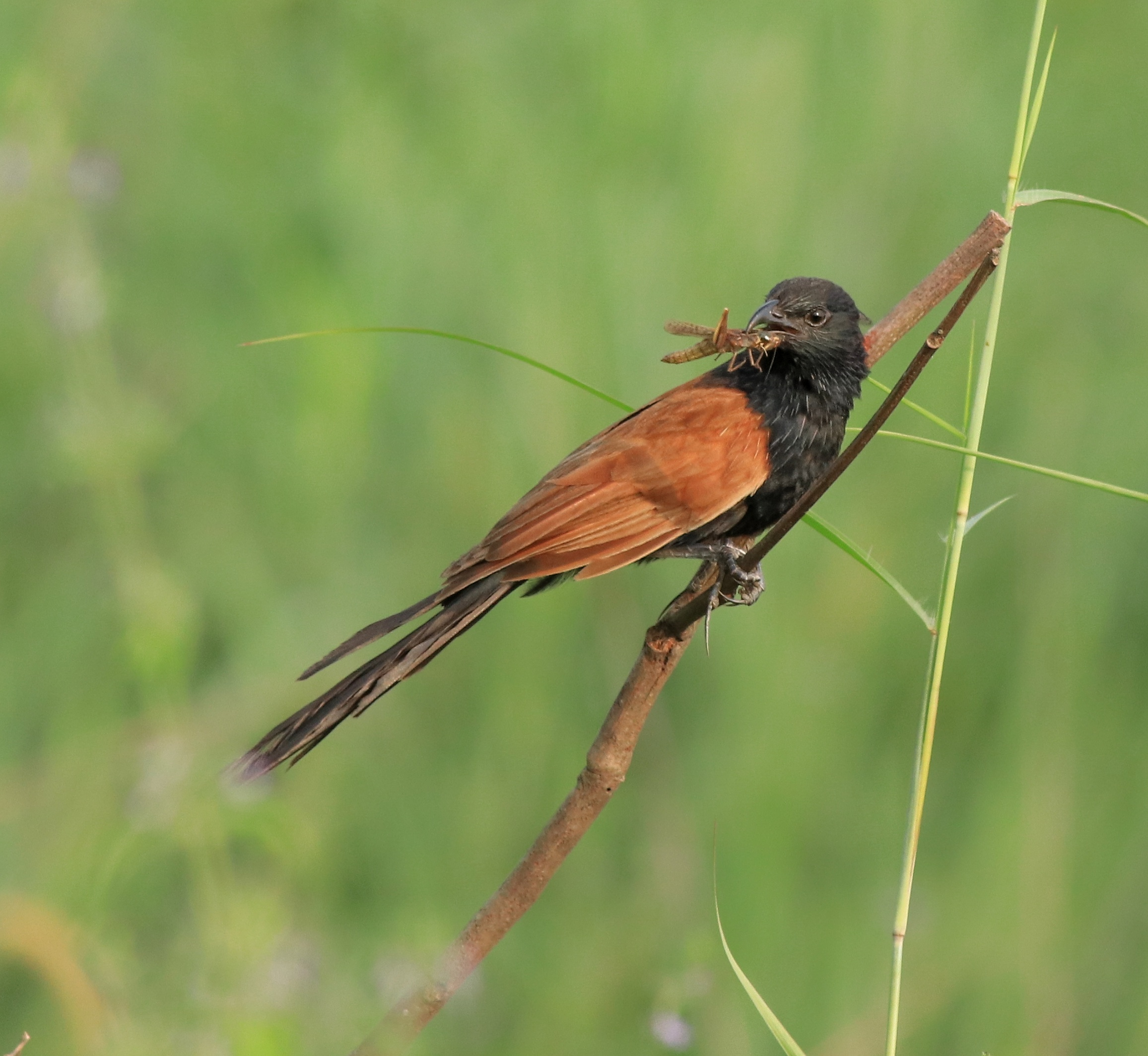
Bengalenkuckuck (Centropus bengalensis) mit erbeuteter Heuschrecke

Die Nahrung besteht aus Insekten, die meist auf dem Erdboden gesucht werden. Die Brutzeit liegt in Indien zwischen Mai und September, auf der Malaiischen Halbinsel zwischen Dezember und Juli, auf den Philippinen im Juli. Beide bauen das ovale Nest mit seitlichem Eingang aus Zweigen und Blättern in Erdbodennähe in dichtem Bewuchs. Das Gelege besteht aus 2 bis 4 kalkweißen Eiern. Beide Elternvögel brüten und ziehen die Küken auf.

## Vorkommen
Der Vogel kommt vom Indischen Subkontinent ohne Sri Lanka bis Südostasien vor. Er ist Standvogel, eventuell in Nepal nur Sommergast.
Der Lebensraum umfasst hohes Gras, Röhricht, Sümpfe, Bambusdickicht, Sekundärwald, offene Lebensräume mit Büschen und landwirtschaftlich genutzte Flächen bis 1500 (Malaiische Halbinsel), 1800 (Himalaya) und 2000 m Höhe (Borneo).

## Stimme
Der Ruf wird als Zweilautfolge „whoot, whoot“ oder „kurook, kurook, kurook“ beschrieben, schneller und tiefer werdend.

## Gefährdungssituation
Die Art wird wegen des sehr großen Verbreitungsgebietes von etwa 21.100.000 km² und der wachsenden Population in der Roten Liste der IUCN als nicht gefährdet (Least Concern) eingestuft.

## Unterarten
Es werden folgende Unterarten anerkannt:
- C. b. bengalensis (Gmelin, 1788), Nominatform – Indien und Nepal bis Myanmar, Thailand und Indochina
- C. b. lignator Swinhoe, 1861 – China, Hainan und Taiwan
- C. b. javanensis Dumont, 1818 – Malaiische Halbinsel bis Sumatra, Java, Borneo, Palawan und Sulu-Archipel
- C. b. sarasinorum Stresemann, 1912 – Sulawesi und Kleine Sundainseln, größer und dunkler als die Nominatform C. b. bengalensis
- C. b. medius Bonaparte, 1850 – Molukken, größte Unterart

In der IOC World Bird List ist zusätzlich folgende Unterart gelistet:
- C. b. philippinensis Mees, 1971 – Philippinen (außer Palawan und Sulu-Archipel), der von Avibase mit der Unterart C. b. javanensis zusammengefasst wird.